# Compagnie du chemin de fer métropolitain de Paris

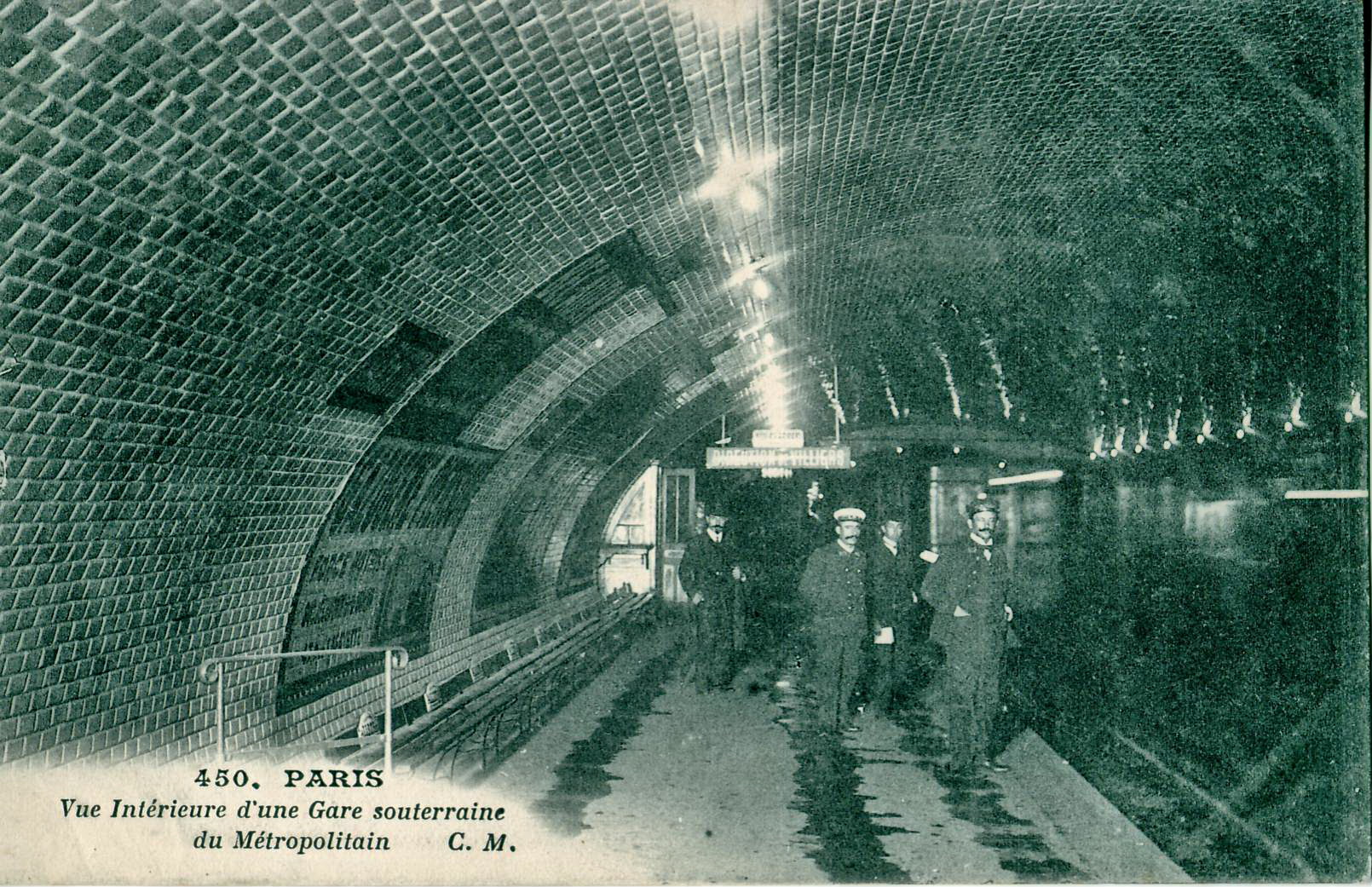
Una delle prime stazioni del metrò poco dopo l'apertura del servizio.

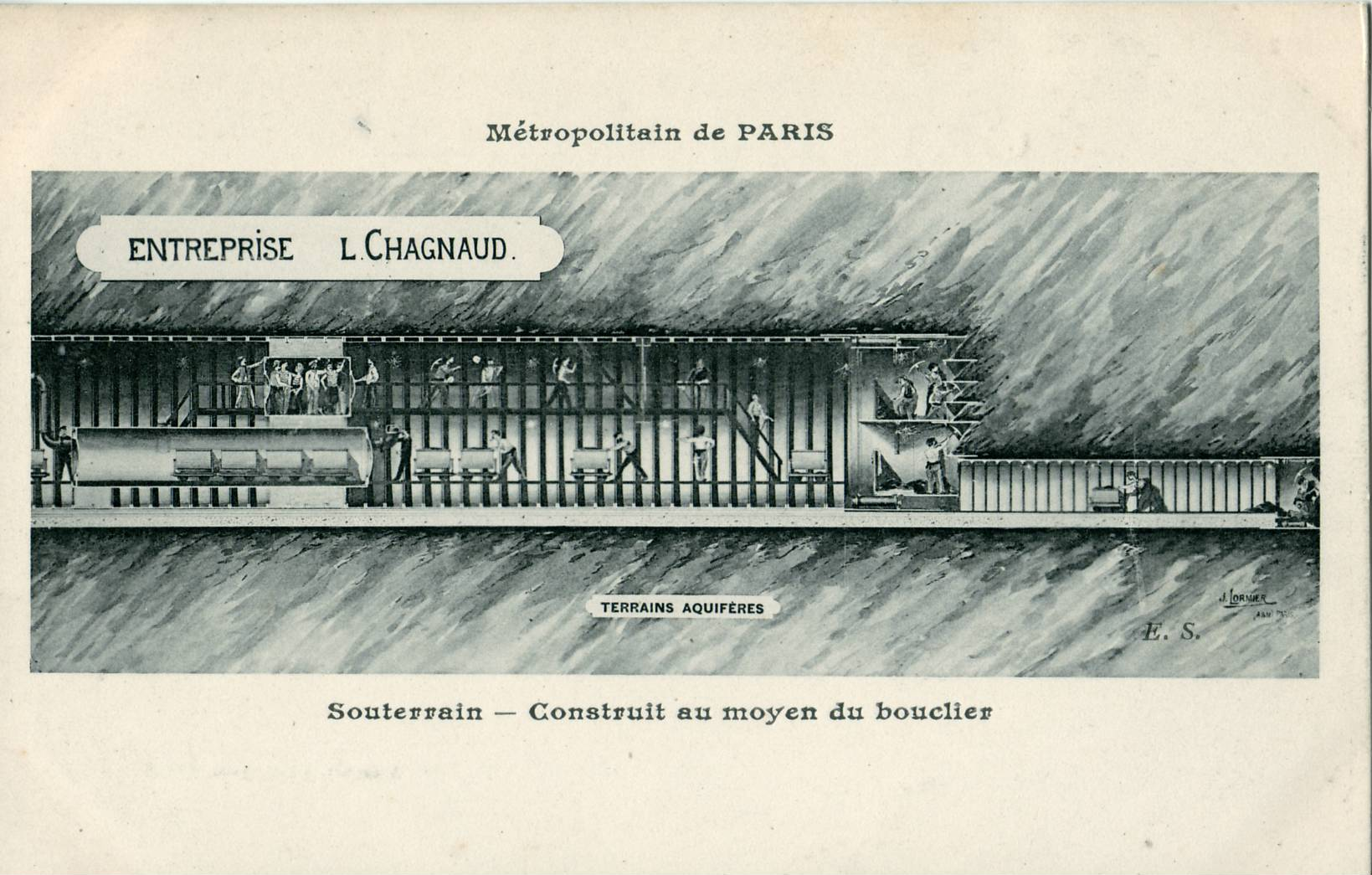
Le infrastrutture del metrò furono realizzate dall'amministrazione comunale di Parigi con svariate tecniche.
Qui si vede una fresa scavare il tunnel vero e proprio, mentre gli operai rimuovono i detriti e installano una palificazione per evitare crolli.

La Compagnie du chemin de fer métropolitain de Paris (Compagnia della ferrovia metropolitana di Parigi - CMP) fu la società che per prima intraprese la costruzione della metropolitana di Parigi. È una delle società antesignane dell'odierna Régie autonome des transports parisiens (RATP).

## Gli inizi
Per non dipendere dalla Compagnie des chemins de fer de l'État per i servizi ferroviari urbani, la città di Parigi decise, nel 1883, la costruzione di una rete metropolitana. Nonostante le tensioni fra stato e comune per la gestione della realizzazione, la vicinanza dell'expo 1900 spinse i responsabili del comune di Parigi ad accelerare la procedura. Nel 1895, Louis Barthou, ministro dei lavori pubblici, riconobbe il progetto come di interesse locale.
I lavori di costruzione delle infrastrutture (tunnel, viadotti e stazioni) furono appaltati all'amministrazione cittadina; la posa dei binari e degli altri sistemi furono subappaltate nel 1897 alla Compagnie générale de traction, di proprietà del barone belga Édouard Louis Joseph Empain. La legge del 30 marzo 1898 dichiarò di interesse pubblico «la costruzione di una ferrovia metropolitana a trazione elettrica, destinata al trasporto di viaggiatori». La Compagnie générale de traction si associò alla Schneider Electric di Creusot e costituì la Compagnie du chemin de fer métropolitain de Paris (CMP), che fu fondata ufficialmente il 18 aprile 1899.

## Le prime linee
Il progetto di costruzione delle prime linee fu posto sotto la supervisione dell'ingegner Fulgence Bienvenüe e la linea 1 (Porte de Vincennes - Porte Maillot) aprì i battenti il 19 luglio 1900, dopo appena 20 mesi di lavori.
La linea seguente, Porte Dauphine - Nation, entrò in funzione in parte il 7 ottobre 1902 e interamente il 2 aprile 1903.

## Le fusioni
Il 1º gennaio 1931 la CMP assorbe la società concorrente Société du chemin de fer électrique souterrain Nord-Sud de Paris, le cui linee A e B vengono rinumerate 12 e 13.
Il 18 gennaio 1938, la CMP acquisisce la linea di Sceaux fra Massy e Luxembourg, che fino a quel momento era gestita dalla Compagnie du chemin de fer de Paris à Orléans (PO).
Il 1º gennaio 1942, il governo di Vichy sostituisce il Comité des Transports Parisiens (supervisore dei servizi di trasporto pubblico dal 12 novembre 1938) con il Conseil des Transports Parisiens, escludendone i rappresentanti del municipio di Parigi e del dipartimento della Senna.
L'ente delega anche il servizio di autobus urbani alla CMP, anche se, data la difficoltà del periodo (si era in piena seconda guerra mondiale) sul campo si videro pochi cambiamenti.
Dopo la liberazione di Parigi, il nuovo ministro dei Trasporti René Mayer revoca la concessione del servizio alla CMP (giudicata collusa con l'invasore) il 3 gennaio 1945 e la rimpiazza con la Administration Provisoire des Transports Parisiens (APTP) società pubblica incaricata di gestire transitoriamente la rete fino ad una più completa riforma della gestione del servizio.
La legge 48-506 del 21 marzo 1948 garantisce un'indennità alla CMP per la revoca della concessione, ma le impone di cambiare nome ed attività. Poco dopo la gestione del metrò passa dalla APTP alla neonata RATP, che inizierà ad operare il 1º gennaio 1949.